# Ex Linificio Canapificio
L'ex Linificio Canapificio, conosciuto anche come ex Toselli, è un ex impianto industriale di Ferrara (in via Marconi 37) utilizzato dall'amministrazione comunale di Ferrara e da altri enti.

## Storia
Mentre la progettazione della zona industriale cittadina fu affidata a Girolamo Savonuzzi e ad Enrico Coen Cagli (che già aveva lavorato alla Società Porto Industriale di Venezia), Carlo Savonuzzi venne incaricato di pianificare la costruzione del Linificio Canapificio. L'edificio venne edificato nel 1938 sulla via che da nord ovest delle mura arriva a Pontelagoscuro, vicino alla nuova area industriale. 
Con la fine della seconda guerra mondiale e la crisi nella produzione della canapa divenne una fabbrica di aratri, la Toselli, che successivamente cambiò in Agriful, impresa affiliata alla FIAT.

## Aspetti architettonici
L'edificio, costruito nell'ambito dell'addizione Novecentista ferrarese in stile razionalista, è caratterizzata da quattro torri che uniscono due ali ricurve (a due piani) unite tra loro da una grande entrata a gradoni. Le facciate sono decorate da sporgenze in cotto quadrate dal particolare disegno inclinato di 45 gradi che incorniciano le finestre.

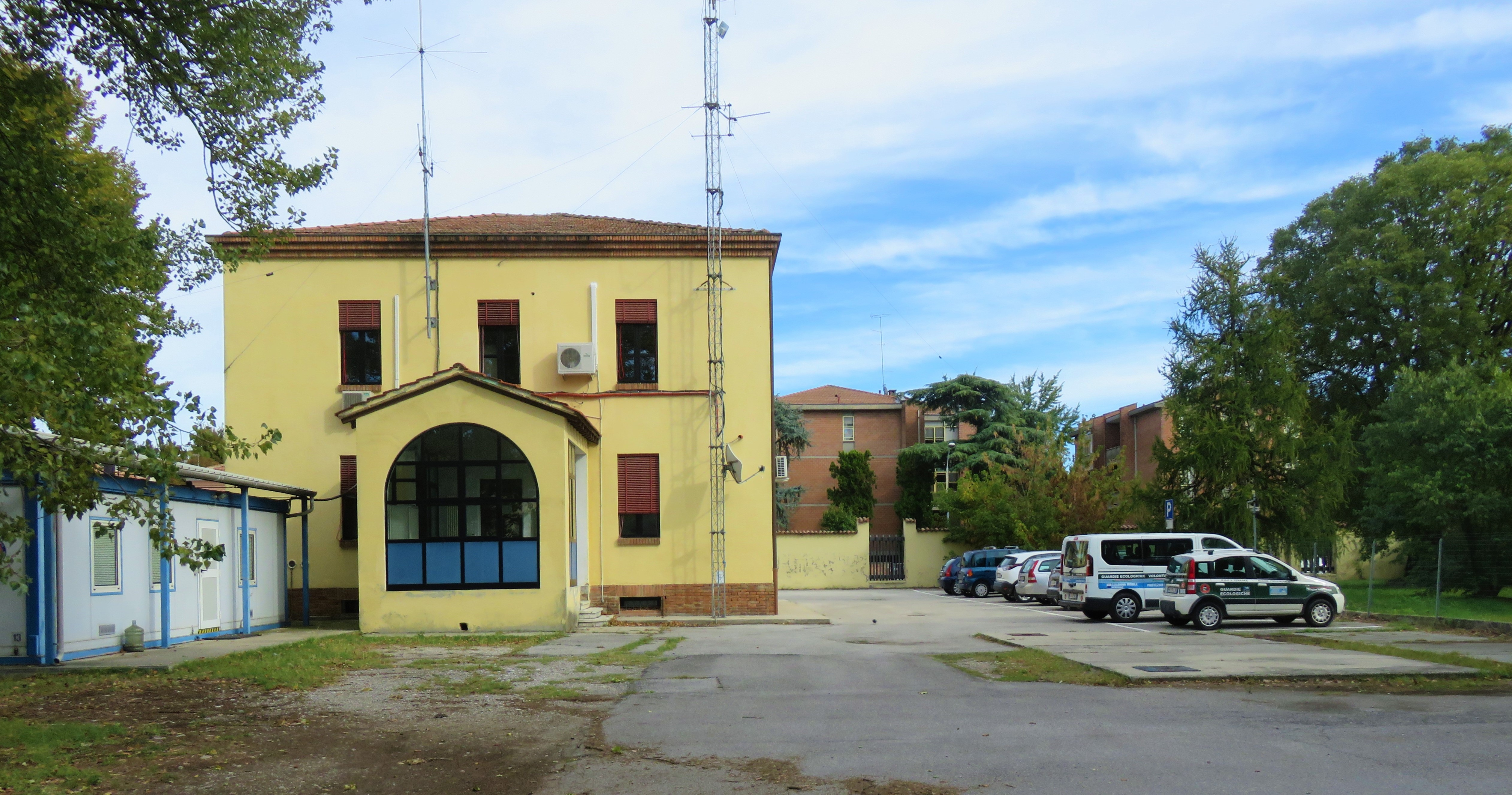
Palazzina della Protezione Civile.

Molto interessanti sono, ad esempio, le scale che si trovano nelle 4 torri. Sono semplici ed allo stesso tempo raffinate, e seguono in modo elegante l'andamento curvilineo della struttura di Carlo Savonuzzi. La sorta di camminamento creato dalle torri di guardia, con una pianta che evoca la M di Mussolini.

## Protezione Civile
Nell'area interna, a sud, è presente la struttura della Protezione Civile di Ferrara. La sede è in una palazzina indipendente ma l'ingresso dei mezzi è in via Marconi 37.